# Basel-Breite
Breite (Baseldeutsch: Braiti) ist ein Stadtteil der Schweizer Stadt Basel. Es liegt am östlichen Ende von Grossbasel an der Mündung der Birs (Birsköpfli) und grenzt im Norden an den Rhein, im Osten an die Birs und das benachbarte Birsfelden (Kanton Basel-Landschaft) sowie im Süden und Westen an den Stadtteil St. Alban (St. Alban-Teich). Am nordwestlichen Rand beim St. Alban-Tor bildet seit den 1930er-Jahren das erhaltene Stück der Basler Stadtmauer die kurze Grenze zu den Vorstädten; zuvor ragte das Stadtteilgebiet ganz entlang des St. Alban-Teichs bis zu dessen Mündung in den Rhein. Der südlichste Punkt des Breite-Quartiers grenzt an die Gemeinde Muttenz im Kanton Basel-Landschaft.
Das Breite-Quartier ist nach dem Flurnamen eines ehemaligen freien, ebenen Feld zwischen dem St. Alban-Quartier und der Birsmündung benannt. Bereits im 14. Jahrhundert war dieses Feld als «die Gebreite» bekannt. Ab 1811 wurde die dort verlaufende Strasse nach Birsfelden und Zürich «Breite Strasse» genannt. Nachdem in den 1850er-Jahren um die Strasse eine neue Arbeitersiedlung, also das heutige Breite-Quartier, erbaut worden war, änderte man den Namen der Strasse in «Zürcherstrasse». Einen Bewohner des Breite-Quartier nennt man umgangssprachlich Braitlemer.

## Wohnbezirke

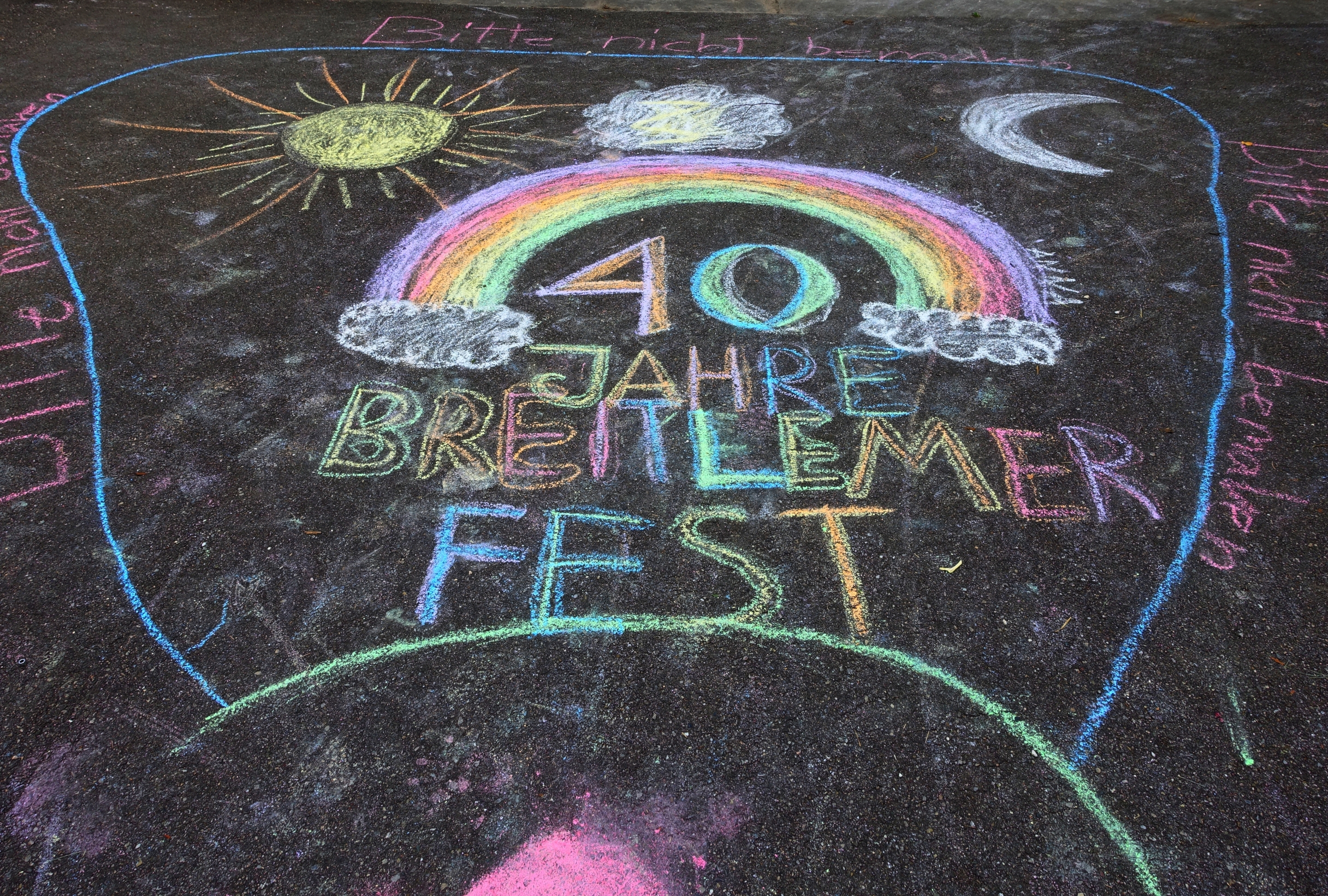
Basel-Breite, 1979–2019

Die Breite ist in zwei Wohnbezirke unterteilt:
- Lehenmatte (Lehenmattstrasse, Birsköpfli)
- Zürcherstrasse (Letziturm, Cécile Ines Loos-Anlage)

## Gebäude und Sehenswürdigkeiten
- Don-Bosco-Kirche
- St. Alban-Teich
- Birsköpfli
- Letziturm